# Otiothopinae
Otiothopinae es una subfamilia de arañas de la familia Palpimanidae. Se distribuye casi en exclusiva por América Central y Sudamérica. Comprende palpimanidas de pequeño a mediano tamaño caracterizadas por la simplicidad de sus órganos copuladores masculinos, a diferencia de las representantes del Viejo Mundo, las cuales presentan variadas estructuras en el palpo
Originalmente se pensaba que los órganos genitales femeninos también carecían de otras estructuras más allá de las espermatecas pero actualmente se sabe que posee una compleja conformación interna.

## División
La subfamilia comprende 4 géneros: Otiothops (Mac Leay1839), Anisaedus (Simon, 1893), Fernandezina (Birabén, 1951) y Notiothops (Platnick, Grismado & Ramírez, 1999) este último endémico de Chile.

## Distribución en Argentina
En la fauna argentina solo se han descrito hasta el momento 4 especies: Anisaedus Rufus (Tullgren 1905) ampliamente distribuida en la provincia de Chaco. Fernandezina pulchra (Birabén 1951), de Formosa, Otiothops birabeni (Mello-leitāo 1945) Cuyos tipos son de Aguapey, Corrientes, y Otiothops goloboffi (Grismado 1996)

## Sistemática

### Anisaedus
- Anisaedus aethiopicus Tullgren, 1910 (Tanzania)
- Anisaedus gaujoni Simon, 1893 (Ecuador, Perú)
- Anisaedus levii Chickering, 1966
- Anisaedus pellucidas Platnick, 1975 (Chile)
- Anisaedus rufus Tullgren, 1905 (Argentina)
- Anisaedus stridulans González, 1956 (Perú)

### Fernandezina
- Fernandezina acuta Platnick, 1975 (Brasil)
- Fernandezina dasilvai Platnick, Grismado & Ramírez, 1999 (Brasil)
- Fernandezina divisa Platnick, 1975 (Brasil)
- Fernandezina gyirongensis Hu & Li, 1987 (China)
- Fernandezina ilheus Platnick, Grismado & Ramírez, 1999 (Brasil)
- Fernandezina maldonado  Platnick, Grismado & Ramírez, 1999 (Perú)
- Fernandezina pelta Platnick, 1975 (Brasil)
- Fernandezina pulchra Birabén, 1951 (Argentina)
- Fernandezina saira Buckup & Ott, 2004 (Brasil)
- Fernandezina takutu Grismado, 2002 (Guyana)
- Fernandezina tijuca Ramírez & Grismado, 1996 (Brasil)

### Notiothops
- Notiothops birabeni Zapfe, 1961 (Chile)
- Notiothops campana Platnick, Grismado & Ramírez, 1999 (Chile)
- Notiothops cekalovici Platnick, Grismado & Ramírez, 1999 (Chile)
- Notiothops huaquen Platnick Grismado & Ramírez, 1999 (Chile)
- Notiothops llolleo Platnick, Grismado & Ramírez, 1999 (Chile)
- Notiothops maulensis Platnick, 1985 (Chile)
- Notiothops noxiosus Platnick Grismado & Ramírez, 199 (Chile)
- Notiothops penai Grismado & Ramírez, 1999 (Chile)

### Otiothops
- Otiothops amazonicus Simon, 1887  (Brasil)
- Otiothops atlanticus Platnick, Grismado & Ramírez, 1999  (Brasil)
- Otiothops baculus Platnick, 1975  (Brasil)
- Otiothops birabeni Mello-Leitao, 1945  (Brasil, Argentina)
- Otiothops brevis Simon, 1893  (Venezuela)
- Otiothops calcaratus Mello-Leitao, 1927 (Colombia)
- Otiothops clavus Platnick, 1975 (Brasil)
- Otiothops contus Platnick, 1975 (Brasil)
- Otiothops curua Brescovit, Bonaldo & Barreiros, 2007 (Brasil)
- Otiothops dubius Mello-Leitao, 1927 (Brasil)
- Otiothops facis Platnick, 1975 (Brasil)
- Otiothops franzi Wunderlich, 1999 (Venezuela)
- Otiothops fulvus Mello-Leitao, 1932 (Brasil)
- Otiothops germaini Simon, 1927 (Brasil)
- Otiothops giralunas Grismado, 2002 (Guyana)
- Otiothops goloboffi Grismado, 1996 (Argentina)
- Otiothops gounellei Simon, 1887 (Brasil)
- Otiothops helena Brescovit & Bonaldo, 1993 (Brasil)
- Otiothops hoeferi Brescovit & Bonaldo, 1993 (Brasil)
- Otiothops inflatus Platnick, 1975 (Paraguay)
- Otiothops intortus Platnick, 1975 (Trinidad)
- Otiothops kochalkai Platnick, 1978 (Colombia)
- Otiothops lajeado Buckup & Ott, 2004 (Brasil)
- Otiothops lapidicola
- Otiothops loris Platnick, 1975 (Perú)
- Otiothops luteus Keyserling, 1891 (Brasil)
- Otiothops macleayi Banks, 1929 (Panamá)
- Otiothops namratae Pillai, 2006 (India)
- Otiothops oblongus Simon, 1891 (St. Vincente, Trinidad, Venezuela, Guyana, Brasil)
- Otiothops payak Grismado & Ramírez, 2002 (Argentina)
- Otiothops pentucus Chickering, 1967 (Islas Virginia)
- Otiothops pilleus Platnick, 1975 (Brasil)
- Otiothops platnicki Wunderlich, 1999 (Brasil)
- Otiothops puraquequara Brescovit, Bonaldo & Barreiros, 2007 (Brasil)
- Otiothops recurvus Platnick, 1976 (Brasil)
- Otiothops setosus Mello-Leitao, 1927 (Brasil)
- Otiothops typicus Mello-Leitao, 1927 (Brasil)
- Otiothops walckenaeri MacLeay, 1839 (Islas BahamaCuba)
- Otiothops whitticki Mello-Leitão, 1940 (Guyana)